# Connexus intertendinei

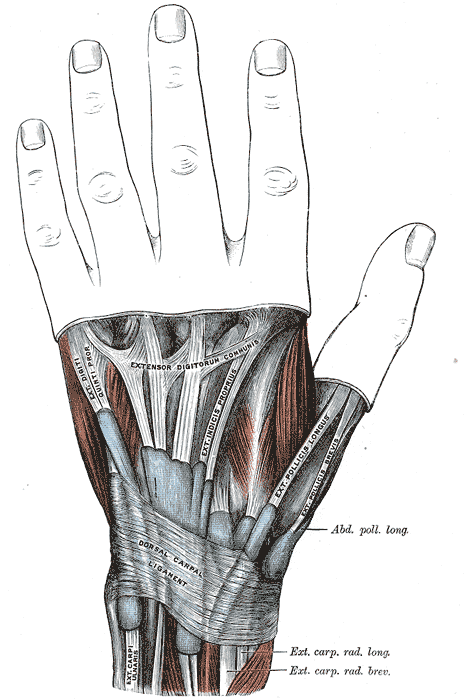
Sehnen des Musculus extensor digitorum mit Connexus intertendinei

Connexus intertendinei sind sehnige Querbrücken zwischen den Ansatzsehnen des Musculus extensor digitorum am Handrücken. Bei Bewegungen der Fingergelenke kann man sie teilweise unter der Haut sehen und stets fühlen. Diese Querverbindungen verhindern das isolierte Strecken der einzelnen Finger. Am wenigsten ist der Zeigefinger und am stärksten der Ringfinger behindert. Durch Übung (z. B. Klavierspielen) lässt sich die Freiheit der einzelnen Finger mit Ausnahme des vierten Fingers erhöhen. 
Die Connexus intertendinei sind ein Rest einer ursprünglich breiten Verbindung der Strecksehnen, die noch bei Menschenaffen vorhanden sind. Diese sind dort so stark, dass nur gemeinsame Fingerbewegungen möglich sind. Die Einschränkung dieser Koppelung ist ein Zeichen für die fortgeschrittene Differenzierung der Feinmotorik des Menschen.
Das Durchschneiden der Connexus intertendinei führt nicht zu einer besseren Einzelbeweglichkeit der Finger, da die Strecksehnen durch den Bandapparat des Gelenks gebunden sind.